# Okinoshima (Fukuoka)
Okinoshima (沖ノ島, Okinoshima) é uma ilha que faz parte da cidade de Munakata, Fukuoka, Japan. É considerada um local sagrado pelos locais Munakata Taisha. A população da ilha consiste em um único homem empregado pelo santuário. A ilha faz parte da tradição religiosa japonesa conhecida como Xintoísmo, especificamente do culto ao Kami. A entrada de mulheres no local é proibida.
A ilha cobre a área de 0,97 quilômetros quadrados e tem máxima de elevação de 244 m (800 pés).
Em 2017, a Ilha Sagrada de Okinoshima e locais associados na Região de Munakata foram declarados Património Mundial da UNESCO.

## Munakata Taisha santuário Okitsu

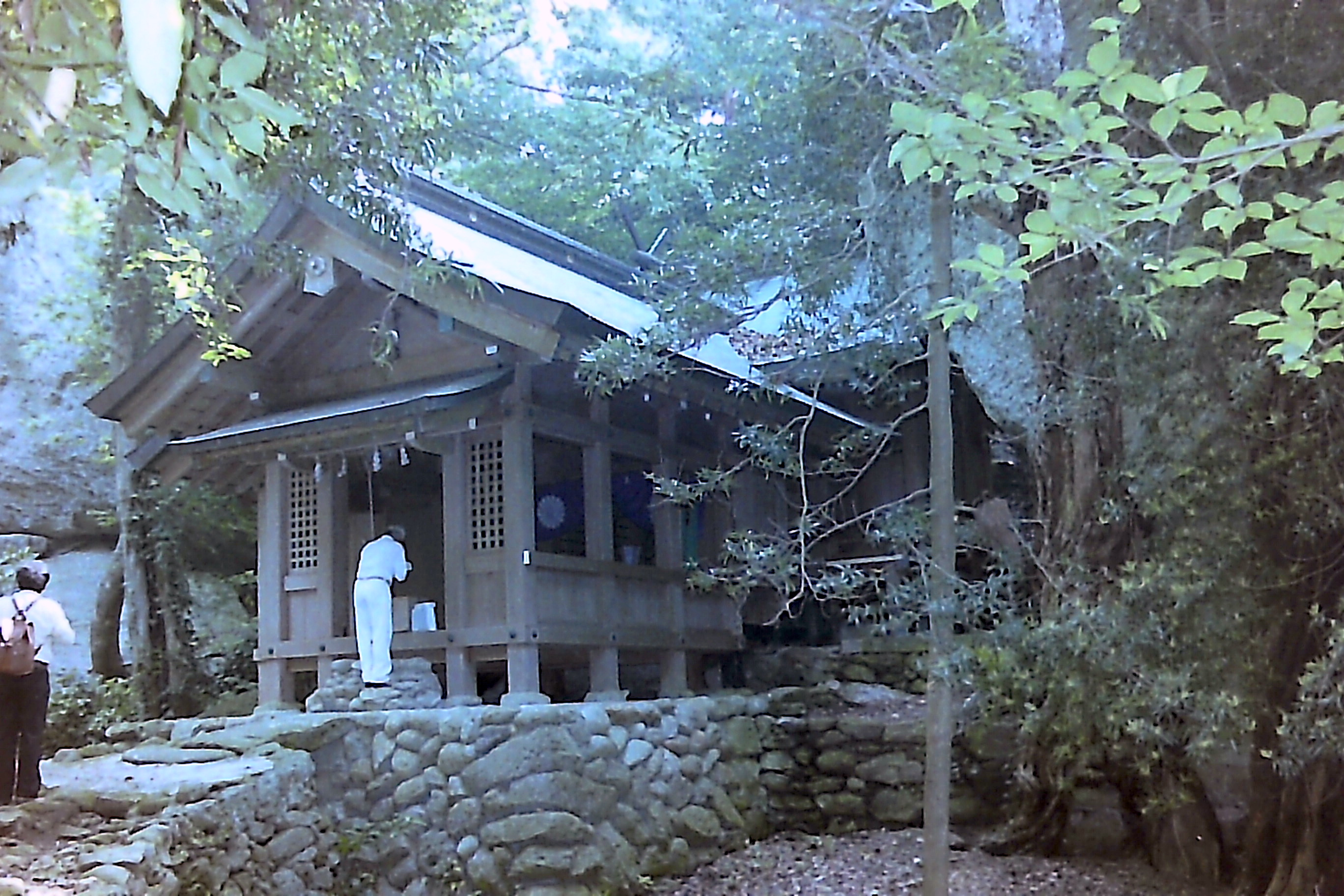
Okitsu-gū

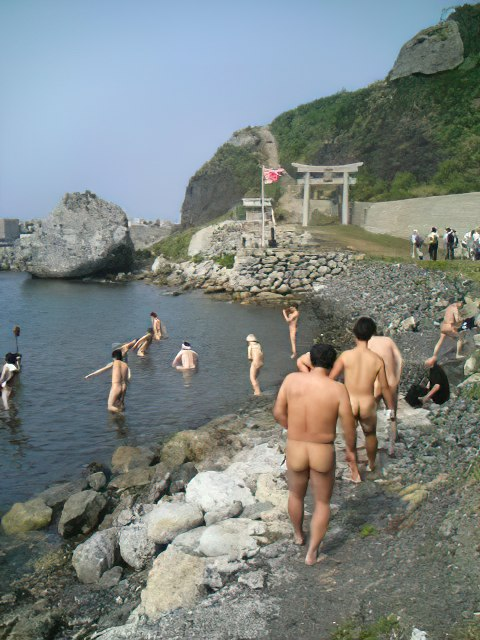
Ritual de purificação (Nu no mar)

O santuário Okitsu-gū situa-se na porção sudoeste do Okinoshima. Ela foi fundada em meados do século 17. Antes de o santuário ser estabelecido como um local natural sagrado, seu entorno servia como um local para o culto dos kami. O santuário tem sido conservado nas mesmas condições, desde o Período de Shōwa, em 1932, antes do qual, ele tinha sofrido reparação e reconstrução diversas vezes.

## UNESCO
Em 2009, a ilha foi enviado para a futura inscrição na Lista do Património Mundial da Unesco, como parte da série de nomeação Okinoshima Ilha e Locais Relacionados na Região de Munakata. A ilha ganhou status de Patrimônio Mundial da UNESCO em 9 de julho de 2017. 
Os moradores locais tinham manifestado a sua preocupação de que a  inclusão da ilha na lista poderia provocar um aumento do turismo, o que iria ameaçar a sua sacralidade. Takayuki Ashizu, o sumo sacerdote no Munakata Taisha, disse que, independentemente da inclusão ou não de Okinoshima à lista do patrimônio cultural da UNESCO, a ilha não iria abrir para o público, porque "as pessoas não deveriam visitar por curiosidade."
Em 2017, a Ilha Sagrada de Okinoshima e locais associados na Região de Munakata foram declarados Património Mundial da UNESCO.